# Acroceratitis tomentosa
Acroceratitis tomentosa är en tvåvingeart som beskrevs av Hardy 1973. Acroceratitis tomentosa ingår i släktet Acroceratitis och familjen borrflugor.
Artens utbredningsområde är Thailand. Inga underarter finns listade i Catalogue of Life.